# Erik Abelsen
Erik Abelsen, född omkring 1241, död 1272, var en dansk prins och hertig av Sønderjylland.
Erik var andre son till Abel av Danmark. Vid Eriks äldre bror Valdemars död 1257 saknade Erik egentlig arvsrätt till hertigdömet, men hans mor Mechtild av Holstein ställde arvskrav för hans räkning. Under de oroliga förhållandena efter Kristofer I av Danmarks död lyckades Erik, som även hade vissa utsikter att nå tronen, blev erkänd som hertig av Sønderjylland. Hans regering utmärktes av ständiga strider med Erik Klipping. År 1262 lyckades han ansenligt utvidga sitt hertigdöme.